# Верховинський національний природний парк

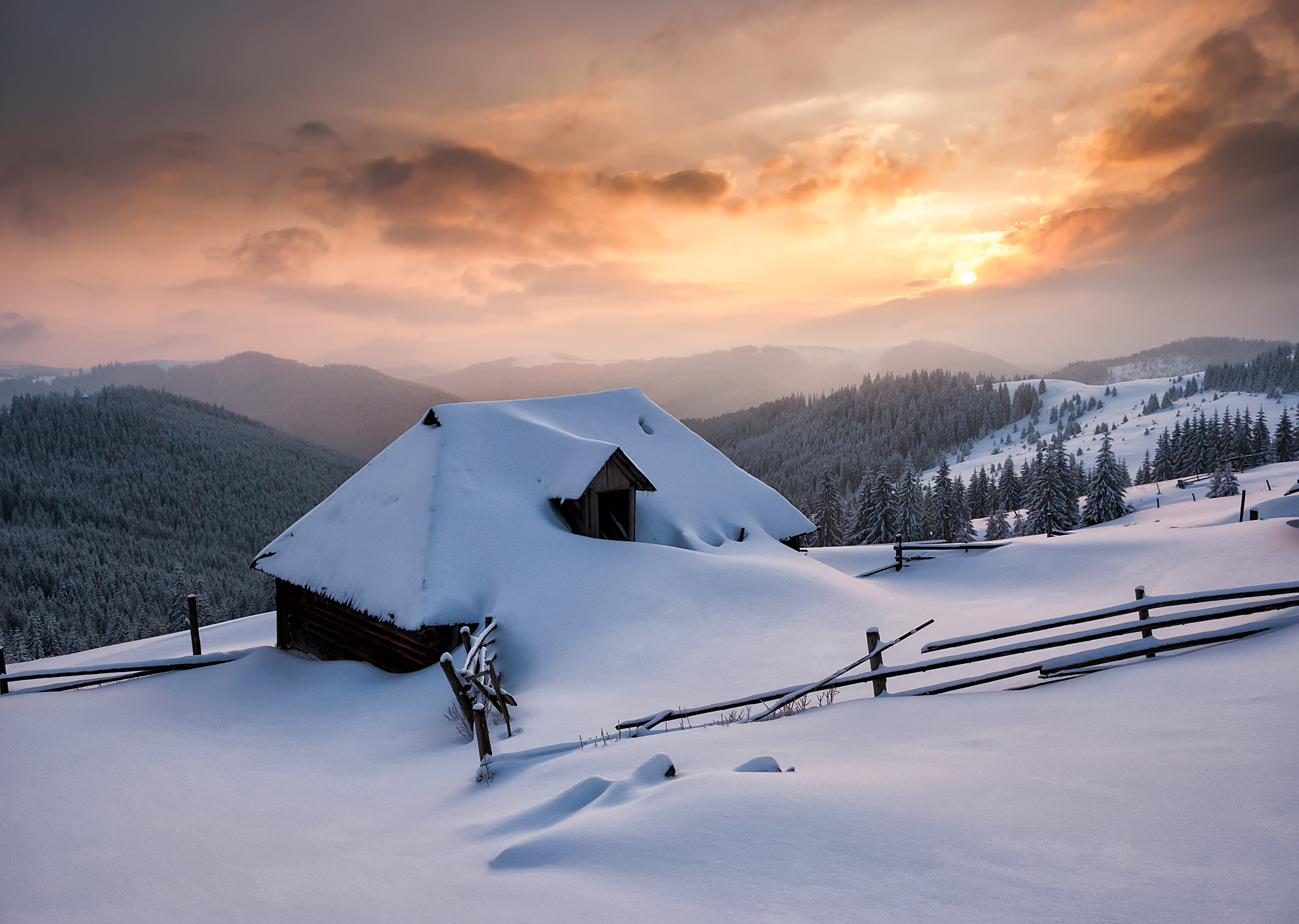
В горах над долиною Черемошу

Верхови́нський націона́льний приро́дний парк — природоохоронна територія на території Верховинського району Івано-Франківської області. Парк створений згідно з указом президента України Віктора Ющенка 22 січня 2010 року.
Верховинський національний природний парк створено з метою забезпечення охорони природи і збереження біорізноманіття та цілісності природних комплексів Чивчинських і Гринявських гір.

## Територія парку
До території національного природного парку «Верховинський» погоджено в установленому порядку включення 12022,9 гектара земель державної власності, у тому числі 9131,1 гектара земель державного підприємства «Верховинське лісове господарство» та 2891,8 гектара земель державного підприємства «Гринявське лісове господарство», які вилучаються в установленому порядку та надаються національному природному парку в постійне користування.

## Адміністративно-територіальне розташування
Національний природний парк «Верховинський» розташований на території Голошинської та Зеленської сільських рад в межах Верховинського району Івано-Франківської області.
Новостворений парк знаходиться у Чивчино-Гринявських горах (верхів'я Білого і Чорного Черемошів) — це найвіддаленіша і важкодоступна частина Українських Карпат.
Територія Парку поділена на чотири природоохоронні науково-дослідні відділення, зокрема Буркутське, Чивчинське, Прикордонне, Перкалабське.

## Процес створення
Першим запропонував організувати в цьому регіоні заповідний об'єкт гринявський надлісничий Я. Тюркот, який у 1930 р. звернувся до Львівської дирекції державних лісів з пропозицією створити тут природний резерват. Наприкінці 30-х років минулого століття відомий польський ботанік Б. Павловський (Pawlowski, 1937) наводить перелік 18 найцінніших у ботанічному відношенні ділянок Чивчинських гір, площею від 1,0 до 933,0 га, які слід узяти під охорону. Ці пропозиції за ініціативи С. М. Стойка (1966) було реалізовано у 60-х роках минулого століття . На необхідності створення у Чивчинах заповідних об'єктів наголошували у своїх публікаціях В. П. Горбик та Т. Л. Андрієнко (1969), Є. М. Брадіс (1969), В. П. Горбик (1972), Л. І. Мілкіна (1980). З огляду на високу природоохоронну цінність цієї території пропонується організувати тут великий за територією заповідний об'єкт — заповідник чи національний парк, який став би частиною міждержавного україно-румунського природного резервату (Загульський, Чорней, 1993; Чорней та ін., 1993; Трибун, 1995 та ін.). Першими кроками на шляху реалізації цих пропозицій можна вважати створення у 1997 р. ландшафтного заказника місцевого значення «Чивчино-Гринявський» площею 7243,0 га, гідрологічного заказника місцевого значення «Ріка Чорний Черемош з прибережною смугою» площею 1740,0 га. Після 2000 р. — підкреслюється комплексна природоохоронна цінність Чивчин як однієї з ключових територій екомережі Карпат (Величко, Чорней, 2005; Попович, 2007; Брусак та ін., 2008), звертається увага на необхідність надання природоохоронного статусу усій території регіону (Величко, 2006; Чорней, 2009).
У січні 2010 р. відповідно до Указу Президента України (22 січня 2010 р. № 58) з метою збереження біорізноманіття та цілісності природних комплексів Чивчинських і Гринявських гір, відтворення та раціонального використання рослинного і тваринного світу, унікальних природних комплексів, які мають особливу природоохоронну, історичну, наукову, пізнавальну, освітньо-виховну та рекреаційну цінність і було створено національний природний парк «Верховинський».
Згідно з указом президента Кабінет Міністрів України повинен:
1. забезпечити:
  1. вирішення питання щодо утворення адміністрації національного природного парку «Верховинський» та забезпечення її функціонування;
  2. затвердження у шестимісячний строк у встановленому порядку Положення про національний природний парк «Верховинський»;
  3. підготовку протягом 2010–2011 років матеріалів і вирішення відповідно до законодавства питань щодо вилучення та надання у постійне користування національному природному парку «Верховинський» 12022,9 гектара земель, а також розроблення проєкту землеустрою щодо відведення земельних ділянок і проєкту землеустрою з організації та встановлення меж території національного природного парку, отримання державних актів на право постійного користування земельними ділянками;
  4. розроблення протягом 2010–2012 років та затвердження в установленому порядку Проєкту організації території національного природного парку «Верховинський», охорони, відтворення та рекреаційного використання його природних комплексів і об'єктів;
2. передбачати під час доопрацювання проєкту Закону України «Про Державний бюджет України на 2010 рік» та підготовки проєктів законів про Державний бюджет України на наступні роки кошти, необхідні для функціонування національного природного парку «Верховинський».